# Ptilodon huabeiensis
Ptilodon huabeiensis är en fjärilsart som beskrevs av Yang 1978. Ptilodon huabeiensis ingår i släktet Ptilodon och familjen tandspinnare. Inga underarter finns listade.